# Wolf Singer
Wolf Joachim Singer (Múnich, 9 de marzo de 1943) es un neurocientífico alemán.
Singer es director emérito del Instituto Max Planck para la Investigación del Cerebro en Frankfurt y director fundador tanto del Instituto de Estudios Avanzados de Frankfurt (FIAS) como del Instituto Ernst Strüngmann (ESI) para la Neurociencia en cooperación con la Sociedad Max Planck.
Estudió medicina en las Universidades de Munich y París, recibió su maestría en la Universidad Ludwig-Maximilian y su doctorado en la Universidad Técnica de Munich.
Hasta mediados de los años ochenta sus intereses de investigación se centran en el desarrollo de la corteza cerebral y en los mecanismos de la plasticidad sináptica. Posteriormente, su investigación se concentra en el problema que surge de la organización distribuida de la corteza cerebral. La hipótesis del profesor Singer es que los numerosos y ampliamente distribuidos sub-procesos que constituyen la base de las funciones cognitivas y ejecutivas están coordinados y unidos por una precisa coordinación temporal de la actividad neuronal oscilatoria. 
Su trabajo fue galardonado con numerosos premios científicos y dos doctorados honoris causa.
Es miembro de numerosas academias nacionales e internacionales, incluyendo la Academia Pontificia de las Ciencias. Fue presidente de la Asociación Europea de Neurociencia, presidente del Consejo de Administración de la Sociedad Max Planck y miembro de numerosas juntas asesoras de organizaciones científicas y comités editoriales de revistas.